# Tomoko Fukumiová
Tomoko Fukumiová (japonsky 福見 友子), (* 26. červen 1985 v Cučiuře, Japonsko) je bývalá japonská zápasnice – judistka.

## Sportovní kariéra
Judu se věnuje od 8 let. Na olympijskou sezonu 2008 byla odhodlaná připravit o pátou účast fenomenální Rjóko Taniovou. V únoru však během Pařížského turnaje utrpěla zlomeninu nohy a s vidinou účasti na olympijských hrách v Pekingu se musela rozloučit. V dalších letech sváděla tvrdé boje s krajankou Harounou Asamiovou a v roce 2012 si na její úkor zajistila účast na olympijských hrách v Londýně. V semifinále olympijského turnaje jí však všechny předchozí porážky zúčtovala Rumunka Alina Dumitruová a v boji o třetí místo podlehla Maďarce Csernoviczkiové. Sportovní kariéru ukončila v průběhu roku 2013. Věnuje se trenérské práci.

### Vítězství
- 2003 - 1x světový pohár (Leonding)
- 2005 - 1x světový pohár (Leonding)
- 2008 - 1x světový pohár (Kano Cup)
- 2009 - 3x světový pohár (Hamburk, Moskva, Kano Cup)
- 2010 - 3x světový pohár (Düsseldorf, Rio de Janeiro, Kano Cup)
- 2011 - 2x světový pohár (Düsseldorf, Moskva)
- 2012 - 1x světový pohár (Paříž), Masters (Almaty)

## Výsledky
| Turnaj            | 2002            | 2003            | 2004            | 2005            | 2006            | 2007            | 2008            | 2009            | 2010            | 2011            | 2012            |                 |
| Turnaj            | 17              | 18              | 19              | 20              | 21              | 22              | 23              | 24              | 25              | 26              | 27              |                 |
| Turnaj            | superlehká váha | superlehká váha | superlehká váha | superlehká váha | superlehká váha | superlehká váha | superlehká váha | superlehká váha | superlehká váha | superlehká váha | superlehká váha | superlehká váha |
| ----------------- | --------------- | --------------- | --------------- | --------------- | --------------- | --------------- | --------------- | --------------- | --------------- | --------------- | --------------- | --------------- |
| Olympijské hry    |                 |                 | —               |                 |                 |                 | —               |                 |                 |                 | 5.              |                 |
| Mistrovství světa |                 | —               |                 | —               |                 | —               |                 | 1.              | 2.              | 2.              |                 |                 |
| Asijské hry       | —               |                 |                 |                 | —               |                 |                 |                 | 2.              |                 |                 |                 |
| Mistrovství Asie  |                 | —               | —               | 1.              |                 | —               | —               | —               |                 | —               | —               |                 |
| MS juniorů        | úč.             |                 | 1.              |                 |                 |                 |                 |                 |                 |                 |                 |                 |